# Reduviinae
Reduviinae là một phân họ của những con bọ sát thủ. Nhiều thành viên của phân họ là động vật hoạt động về đêm và vòng đời của chúng nói chung là kém được biết đến. Phân họ này có thể không độc.
Loài bọ sát thủ - Reduviidae là một loài chân khớp có các đốm vàng rực ở cả sáu chân cùng 2 đốm giống đôi mắt ở lưng. Trên thân thường có các đốm trắng và vàng. Chúng là một loài "sát thủ".
Reduviidae có kỹ thuật bắt mồi độc đáo. Chúng thường tự làm mình mắc vào bẫy nhện, kéo dây tơ, giả vờ như mình là một con mồi bị sa bẫy. Khi nhện tiến lại gần, chúng phóng ra một chất độc đủ làm tê cứng con mồi. Nọc độc đó cũng là một chất dịch tiêu hóa, biến con nhện thành một loại chất lỏng, giúp bọ sát thủ ăn dễ dàng hơn.

## Các chi
- Acanthaspis Amyot và Serville, 1843[1]
- Alloeocranum Reuter,1881
- Durevius Villiers, 1962
- Durganda Amyot và Serville, 1843
- Durgandana Miller, 1957
- Ectrichodiella Fracker & Bruner, 1924[2]
- Edocla Stål, 1857
- Empyrocoris Miller, 1953
- Ganesocoris Miller, 1955
- Gerbelius Distant, 1930
- Hadrokerala Wygodzinsky & Lent, 1980
- Holotrichius Burmeister, 1835
- Isdegardes Distant, 1909
- Lenaeus Stål, 1859
- Mesancanthapsis Livingstone & Murugan, 1993
- Neocanthapsis Livingstone & Murugan, 1991
- Neotiarodes Miller, 1957
- Paralenaeus Reuter,1881
- Pasira Stål, 1859
- Pasiropsis Reuter,1881
- Psytalla Stål, 1859
- Psophis Stål, 1863
- Platymeris Laporte, 1833
- Pseudozelurus Lent & Wygodzinsky, 1947
- Ripurocoris Miller, 1959
- Reduvius Fabricius, 1775
- Tapeinus Laporte, 1833
- Tiarodes Burmeister, 1875
- Tiarodurganda Breddin, 1903
- Velitra Stål, 1866
- Zeluroides Lent & Wygodzinsky, 1948
- Zelurus Hahn